# Hitler's Madman
Hitler's Madman is een Amerikaanse oorlogsfilm uit 1943 onder regie van Douglas Sirk.

## Verhaal
De SS-officier Reinhard Heydrich heeft tijdens het naziregime de leiding over het protectoraat Bohemen en Moravië. Hij wordt vermoord door het Tsjechische verzet. Uit wraak branden de nazi's het dorp Liditz plat. Alle mannen worden vermoord en de vrouwen en kinderen worden weggevoerd naar concentratiekampen.

## Rolverdeling
| Acteur            | Personage         |
| ----------------- | ----------------- |
| Patricia Morison  | Jarmilla Hanka    |
| John Carradine    | Reinhard Heydrich |
| Alan Curtis       | Karel Vavra       |
| Howard Freeman    | Heinrich Himmler  |
| Ralph Morgan      | Jan Hanka         |
| Edgar Kennedy     | Nepomuk           |
| Ludwig Stössel    | Herman Bauer      |
| Al Shean          | Vader Cemlanek    |
| Elizabeth Russell | Maria Bartonek    |
| Jimmy Conlin      | Dvorak            |